# Montemys delectorum
Montemys delectorum is een knaagdier uit het geslacht Montemys dat voorkomt in de bergen van Noordoost-Zambia, Noord-Malawi, Tanzania en Zuidoost-Kenia. Deze soort wordt beschouwd als de enige soort binnen het geslacht Montemys, hoewel de drie synoniemen, melanotus G.M. Allen & Loveridge, 1933, octomastis Hatt, 1940 en taitae Heller, 1912, mogelijk aparte soorten zijn. Het karyotype bedraagt 2n=48.